# José Maria Coelho de Lima
 José Maria Coelho de Lima  (Angra do Heroísmo, 29 de Fevereiro de 1864 — ?) foi um jornalista, benemérito português e escriturário da agência do Banco de Portugal em Angra do Heroísmo.

## Biografia
Exerceu alguns cargos electivos, como o de vogal secretário da junta de paróquia da Igreja de Nossa Senhora da Conceição (Angra do Heroísmo). 
Do seu trabalhou saiu grande contributo para a reedificação da igreja do Desterro, também de Angra do Heroísmo.
Foi um dos fundadores da Cozinha Económica Angrense e foi secretário da comissão permanente da mesma cozinha.
Como secretário da direcção do Clube Popular Angrense, contribuiu para a prosperidade desta associação, tendo melhorado a sua biblioteca. Foi um dos fundadores e redactores do semanário O Liberal.